# Leonardo Iglesias
Leonardo Andrés Iglesias (n. Lanús, Provincia de Buenos Aires, 28 de agosto de 1979) es un exfutbolista argentino que se desempeñaba de delantero. Su último club fue Deportivo Morón.

## Biografía
Empezó a jugar al fútbol en las divisiones menores del Club Atlético Lanús, y debutó en 1997 en el Club Atlético Talleres de Remedios de Escalada donde, luego de grandes desempeños fue transferido al fútbol de España. Posteriormente jugó en Argentina para Gimnasia y Esgrima de Entre Ríos, para San Martín de Mendoza, Godoy Cruz de Mendoza, Club Atlético Tigre y Atlético de Rafaela, ya en la segunda división.
Fuera de Argentina, jugó en la Temporada 1998-99 para C.D. Logroñés, en la 2001-02 para el Cultural Leonesa y en 2002 para el CM Peralta, en España; en 2000 jugó para Villa Española en Uruguay, en la temporada 2006-2008 jugó para el Kayserispor de la Primera División de Turquía y luego fichó por el MKE Ankaragücü hasta su llegada al Bursaspor en diciembre de 2009
Jugando en para el Kayserispor logró sus dos primeros títulos en su carrera, el Internacional de la Copa Intertoto de la UEFA en su primera temporada (2006-2007) que clasificó al equipo a jugar la Copa de la UEFA y luego, el título a nivel nacional turco de la Copa de Turquía en la edición 2007-2008 que clasificó al Kayserispor a disputar la edición 2008-2009 de la Internacional Copa de la UEFA y la nacional Supercopa de Turquía
Al comenzar la temporada 2008-2009 pidió la libertad de acción al Kayserispor y fichó por el equipo de la capital turca MKE Ankaragücü. Luego, en diciembre de 2009 fichó por el Bursaspor, con el cual a pesar de no jugar muchos partidos, tuvo buenas actuaciones y ayudó en la campaña en la cual obtuvo el título de la Superliga de Turquía, su tercer título en aquel país.

### Retorno al país
En julio de 2011 arregló su incorporación al plantel profesional de Quilmes, equipo que la temporada anterior había disputado el torneo de primera división para participar durante la temporada 2011/2012 en la segunda división de Argentina.
La relación con el entonces DT de Quilmes no fue la mejor, lo que motivó que en busca de más minutos de juego se marchara en enero de 2012 a formar parte del plantel profesional de Morón que integraba la Tercera División de Argentina.

## Clubes
| Club                             | País      | Año       | PJ  | Goles |
| -------------------------------- | --------- | --------- | --- | ----- |
| Talleres (RdE)                   | Argentina | 1997-1998 | 29  | 9     |
| C.D. Logroñés                    | España    | 1998-1999 | 18  | 6     |
| Villa Española                   | Uruguay   | 1999-2000 | 19  | 5     |
| Gimnasia y Esgrima de Entre Ríos | Argentina | 2000-2001 | 33  | 12    |
| Cultural Leonesa                 | España    | 2001-2002 | 28  | 8     |
| CM Peralta                       | España    | 2002-2003 | 22  | 7     |
| San Martín de Mendoza            | Argentina | 2003-2004 | 27  | 10    |
| Godoy Cruz de Mendoza            | Argentina | 2004-2005 | 31  | 12    |
| Tigre                            | Argentina | 2005      | 12  | 1     |
| Atlético Rafaela                 | Argentina | 2006      | 13  | 5     |
| Kayserispor                      | Turquía   | 2006-2008 | 69  | 19    |
| MKE Ankaragücü                   | Turquía   | 2008-2009 | 19  | 6     |
| Bursaspor                        | Turquía   | 2010      | 19  | 2     |
| Quilmes Atlético Club            | Argentina | 2011      | 1   | 0     |
| Deportivo Morón                  | Argentina | 2012      | 8   | 2     |
| Total                            |           |           | 347 | 104   |

## Títulos Obtenidos
| Título                    | Club        | País    | Año  |
| ------------------------- | ----------- | ------- | ---- |
| Copa de Turquía           | Kayserispor | Turquía | 2008 |
| Copa Intertoto de la UEFA | Kayserispor | Turquía | 2007 |
| Superliga de Turquía      | Bursaspor   | Turquía | 2010 |